# Luisa Isabel de Croy
Luisa Isabel de Croy de Havre (11 de junio de 1749-15 de mayo de 1832), fue la marquesa de Tourzel (posteriormente duquesa), fue una noble francesa perteneciente a la corte. Sirvió como gobernanta de los Infantes de Francia desde 1789 hasta 1792. Décadas después de la Revolución francesa, de Tourzel publicó sus famosas memorias, las cuales presentan una perspectiva única de la familia real.

## Vida en la corte

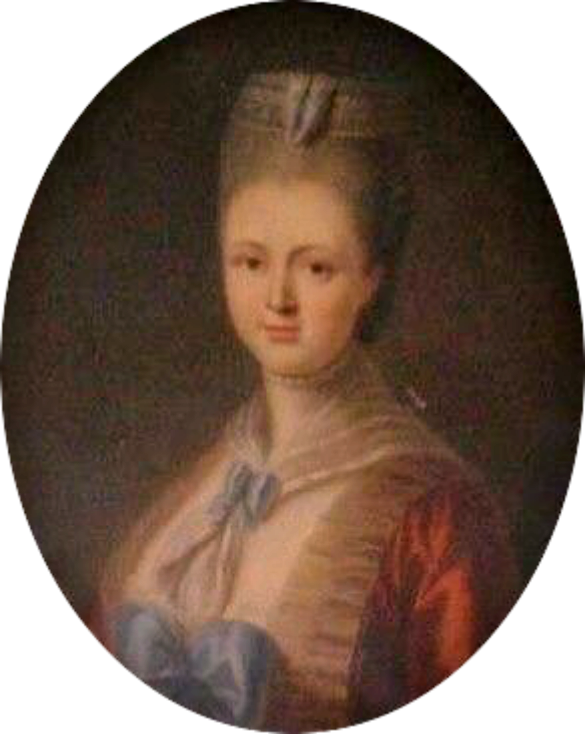
Retrato de la marquesa de Tourzel (1771).

Luisa Isabel nació en París, en el seno de la ilustre familia Croy, durante el reinado de Luis XV. El padre de la marquesa fue Louis Ferdinand Joseph de Croy, duque de Havre, mientras que su madre fue la princesa Louise de Montmorency-Luxembourg. Contrajo matrimonio en 1766, a los diecisiete años, con el marqués de Tourzel. Disfrutaron de un matrimonio feliz durante veinte años, en los cuales  Luisa Isabel dio a luz seis hijos. Su esposo murió en un accidente de caza en 1786. Era una acérrima partidaria de la Casa de Borbón, motivo por el cual tenía un lema grabado en un anillo del que se negaba a desprenderse: "¡Señor, salve al rey, al delfín y a su hermana!"

## Revolución francesa

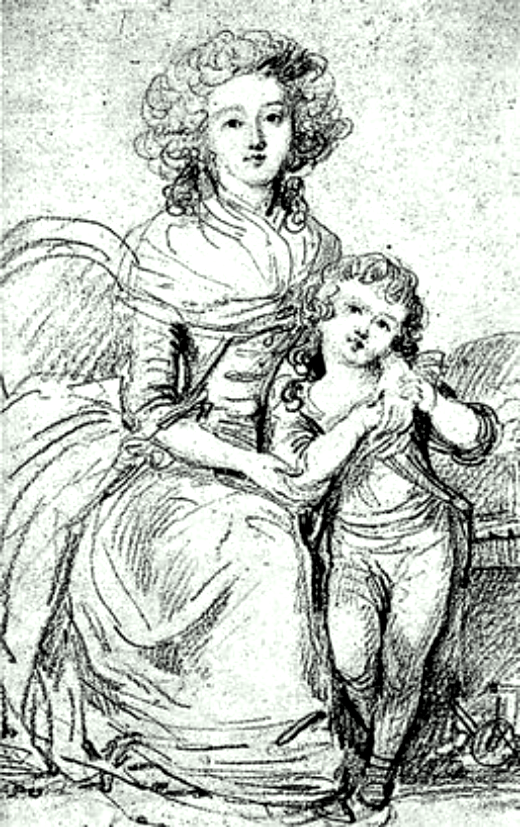
Retrato de la marquesa de Tourzel y el delfín Luis Carlos.

En 1789, tras la toma de la Bastilla, varios miembros del círculo íntimo de la reina se vieron obligados a huir del país. La duquesa de Polignac, gobernanta de los infantes reales, emigró a Suiza. María Antonieta otorgó a  Luisa Isabel el puesto vacante, encomendándole especialmente el cuidado del delfín, Luis Carlos. Advirtieron a la marquesa de apaciguar el miedo del delfín a los ruidos fuertes, particularmente los ladridos de los perros de Versalles.
Desde su posición, la marquesa de Tourzel fue capaz de contemplar la desintegración del Antiguo Régimen. Tras el asalto al Palacio de Versalles por una muchedumbre compuesta por mujeres, incitadas a su vez por los revolucionarios, el 5 de octubre de 1789, de Tourzel acompañó a la familia real al Palacio de las Tullerías. La lealtad de la marquesa le llevó a negarse a abandonar a los infantes a medida que el conflicto político se intensificaba. Acompañó al rey y a su familia en la frustrada fuga de Varennes en 1791.
Tras la abolición de la monarquía en 1792, de Tourzel fue separada de la familia real y encarcelada en la prisión de La Force y en la prisión de Port-Libre. Junto con ella fueron también encarceladas su hija, Pauline de Tourzel, y la amiga íntima de la reina, la princesa de Lamballe. Poco después de su encierro se convirtieron en el objetivo de las masacres de septiembre, cuando miles de presos en París y otras ciudades fueron masacrados por los ciudadanos en un intento de eliminar a los aristócratas encarcelados bajo sospecha de traición. De Tourzel y su hija fueron sacadas de la prisión por un misterioso desconocido, mientras que la princesa de Lamballe fue asesinada y su cabeza exhibida por las calles de la ciudad.
En enero de 1793, Luis XVI fue ejecutado. En octubre, María Antonieta fue también enviada a la guillotina. De Tourzel quedó devastada por sus muertes, así como por la muerte del delfín Luis Carlos en 1795. En múltiples ocasiones, a lo largo de las décadas siguientes, la marquesa se vio acosada por varios impostores que decían ser Luis XVII de Francia.

## Después de la Revolución
Durante la Restauración Borbónica, el rey Carlos X concedió a de Tourzel el título de duquesa. Posteriormente publicó sus memorias, las cuales constituyen un documento de valor incalculable acerca de los últimos días de la familia real. Su hija Pauline se convirtió en dama de compañía de la única hija superviviente de María Antonieta, María Teresa, duquesa de Angulema.
- Datos: Q2015556
- Multimedia: Louise Élisabeth de Croÿ / Q2015556